# Gregorics Gábor
Gregorics Gábor (Gregorits; Komárom, 1830. március 30. - Komárom, 1893. március 10.) városi levéltárnok.

## Élete
Szülei Gregorics Gábor csizmadiamester és Ladócsy Erzsébet. Testvére volt Pál (1828).
Szülővárosában végezte a gimnázium hat osztályát. Teológushallgató volt Kecskeméten, s másodéves piaristanövendék korában, 1848-ban, a rendből kilépett és honvédnak állt. A tüzérséghez került, ahol rövid idő múlva főhadnagyi rangban a komáromi szigeten elhelyezett ágyútelep ütegparancsnoka lett. 1849. július 2-án a monostori szőlők tájékán egy osztrák vadász hasán átlőtte. Saját erejéből lement a Duna partjára és maga mosta sebét. Mint sebesültet átvitték Komáromba a görögkeleti plébánia épületébe, ahol betegen feküdt. Már július 10-én botra támaszkodva elfoglalta ütegparancsnoki állását. Görgey ezt látván, megdicsérte, és néhány nap múlva rendjellel tüntette ki, melyet maga tűzött mellére.
A szabadságharc után Bécsbe ment Csúzy János nemzetőr-őrnagy, ógyallai földbirtokos családjához nevelőnek. Visszatérve, Komáromban a városnál írnoki hivatalt kapott, majd 1853-ban a komáromvárosi elemi iskolához tanítónak nevezték ki, s emellett mint magántanító is működött. 1875-ben ugyanott városi levéltárosnak választották, mely állását haláláig látta el.
Felesége Bognár Anna lett, meghalt 1910-ben.
A komáromi történeti és régészeti egylet pártoló tagja, a megyei honvédegylet tagja volt. Cikkeit kizárólag a Komárom városi levéltár adatai után írta a helyi lapokba.

## Művei
- 1887 A komáromi halászok czéhének szabadalmai. Komárommegyei Közlöny.
- 1887 A komáromi csizmadiaczéh szabadalmai 1681-ből. Komárommegyei Közlöny.
- 1887 Komárom utczái egykor és most, történelmi érdekű séta városunkon keresztül. Komáromi Lapok 1887/20-21.
- 1888 Kun Anna boszorkány-pöre. A Komárom-vármegyei és Komárom városi történeti és régészeti egylet 1887. évi jelentése.
- 1888 Egy komáromi boszorkánypör a XVII. századból. Komáromi Lapok 1888/2.
- 1888 «Pannonia» veszélyben, gróf Széchenyi István egy ismeretlen levele. Komáromi Lapok 1888/32.
- 1888 Komáromi magyar és német szabó-czéh szabadalma 1686. Komárommegyei Közlöny 1888/6.
- 1889 Komárom városbírái 1331—1847-ig. Komárommegyei Közlöny 1889/9.
- 1890 A ref. collegiumi épület Komáromban. Komáromi Lapok 1890/5.
- 1890 Az 1848/49-ki ujonczozás nálunk. Komáromi Lapok 1890/31.
- 1890 Hídjaink története. Komárommegyei Közlöny 1890/49, 52.
- 1892 Szomorú napok: A pestis 1738. Komáromi Lapok 1892/1.
- 1892 Szomorú napok: A komáromi földrengés 1763. Komáromi Lapok 1892/2.
- 1892 Komárom első polgármestere, emlékezés Amtmann Jenőről. Komáromi Lapok 1892/6, 8-9.